# 命運線上的φ
《命運線上的φ》是Lump of Sugar在2014年10月31日發售的戀愛冒險類型成人遊戲。

## 故事簡介
朧伊織是位偵探，某一天他受邀來到了信天島，並在女僕的帶領下到達島上的住宿地點封燐館，之後封燐館不斷發生怪事，伊織將憑自己的智慧解決案件。

## 登場角色
朧伊織
作品男主角。職業是偵探，身著學生服，並在腰間配戴軍刀。
八重霞紫乃（聲：春菜櫻）
封燐館的客人之一。擅長劍道且才華洋溢的女孩。個性端莊優雅。
久遠凪咲（聲：米倉沙彌）
封燐館的客人之一，喪失記憶的女孩。稱呼剛認識的伊織為哥哥。有著攜帶筆記本和筆走動的習慣。
莉妮亞·艾蓮斯蕾亞（聲：羽衣翠）
在封燐館工作的女僕，負責打理館內一切的家事。和封燐館的主人火巡果凜感情很好。
火巡果凜（聲：小鳥居夕花）
封燐館的主人，體型嬌小的雙馬尾女孩。個性活潑好動。

## 主題曲
片頭曲「Precious Line」。
作詞：佐倉紗織，作曲、編曲：a.k.a.dRESS，主唱：ave;new feat.佐倉紗織
片尾曲
作詞、作曲、編曲：a.k.a.dRESS，主唱：佐倉紗織

## 評價
命運線上的φ在Getchu.com的2014年10月銷量榜上排名第2名、全年排名第30名。於「萌系遊戲大賞」2014年10月的月間賞獲得第3名，並於年間排名獲得第40名。

## 外部連結
- 命運線上的φ遊戲官網（页面存档备份，存于）（日語）
- 中文版遊戲官網（页面存档备份，存于）（简体中文）